# 錦江級巡邏艦
錦江級巡邏艦為中華民國海軍與聯合船舶設計發展中心參考海關購自荷蘭的緝私艦（謀星艦、福星艦，現已除役）的設計，用於近海巡邏之用。隸屬海軍一三一艦隊。
由於錦江級巡邏艦是中華民國海軍第一次設計500噸級軍艦，因此在設計上有不少缺失，在首艦完工之後測試修改花了3年的時間才正式定型，後續量產在1997年後才開始進行；修改後的量產艦表現堪稱穩定耐用，而船體設計也被中華民國海巡署運用（台北艦、南投艦）。

## 發展
錦江級飛彈巡邏艦研發當初的目的是為了取代汰換的龍江級巡邏艇，光華三號計畫預計共建造12艘，但在第一艘錦江艦完成後耗費了相當多的時間在修正設計缺失，因此原型艦後測試期間長達2年後，後續艦才進行開標。後續艦開標後，因指定主機採購問題引起中華民國立法院質詢（德國MTU廠及法國PIELSTICK廠兩款主機之爭），更造成所有民營造船廠包含原承造廠聯合公司的共同抵制，而4次流標後續11艘艦總值新台幣80億元預算的建造工程便停頓下來。本案最後以4次流標為由改與中國造船公司（台灣國際造船公司）議價發包（還有一種說法是海軍此次發包不付訂金，以至民間業者皆不敢標，最後只剩中船投標），最後合約造艦價款約為新台幣55億元（全案預算約新台幣78億元），於1997年6月30日簽約。

### 除役
沱江級巡邏艦後續艦陸續成軍後，海軍將以「一換一」汰換的節奏，每服役一艘沱江級，就有一艘錦江級退役。

## 性能升級
因陽字號屆齡汰除，武進計劃安裝的新武裝尚能使用。中華民國海軍為妥善運用除役艦艇上的武器，將除役陽字號的76mm快砲、雄風二型反艦飛彈、W-160射控雷達、H930MCS戰鬥系統，移植至設計留有升級餘裕的錦江級巡邏艦上增強該級艦艇火力，經過武器強化的錦江級滿載噸位提升到730噸。改裝過的錦江級武裝基本上將武進三號的反艦運作單元拆來續用，防空單元則拆往濟陽級巡防艦。
因武三套件數量不足，在當時的提升中並不是所有錦江級都接受改裝，2010年前後未安裝反艦飛彈的同級艦陸續進廠強化武裝。除了主炮升級為76mm快砲，對艦武器則裝設2座雙聯裝雄風三型反艦飛彈；導控快砲及飛彈的射控則裝設中科院開發的CS/SPG-6N射控雷達，取代已經服役超過20年，妥善率與性能日趨不理想的W-160射控雷達。除卻攻擊火力，錦江級在電子戰系統部分長期為空白狀態，雖然有極少量艦艇裝設衛江威脅預警自動反制電戰系統，但並未普及化；經過火力升級的錦江級因噸位提升，也導致航速下降與艦體穩定性惡化的問題，作為巡邏艦目前錦江級的航速仍有餘裕，不需要浪費過多噸位在高功率主機及燃料上去追求有限而無意義的較高航速，但艦體穩定性惡化問題成為必要之惡，也縮減了軍艦使用壽命。
錦江級量產型強化武裝後，長期以來配備雄風一型的錦江艦顯得有些突兀。雄風一型飛彈服役年齡超過20年，龍江級退役後只剩錦江艦（PGG-603）使用，考量操作效益之下海軍決定將雄一飛彈除役；2013年6月，平面媒體拍攝到拆除雄風一型飛彈更換為雄風二型的錦江艦，同時改裝煙囪之後的上層結構，但未安裝後桅與射控雷達；湘江艦（PGG-611）在2014年曾被攝得艦首主炮外罩更換為有匿蹤構型的設計，但外型與義大利原廠不同，後瞭解為中科院研發製造的匿蹤外型砲塔殼，該砲塔殼後續已拆除，後轉用於沱江號巡邏艦、武昌號巡防艦等船隻上，目前錦江級76快炮並無使用新型砲塔外罩。
據媒體報導指出，沱江艦量產型開工建造後，錦江級艦部分的OTO 76mm快砲，在更新組件、砲管和加裝上匿蹤砲塔後，會移轉到沱江級巡邏艦上使用，錦江級改用40快砲，同時移除雄二與雄三飛彈等武器系統與裝備，整艘艦可減輕到排水量500噸，這些移除武器裝備的錦江級艦，中華民國海軍規劃加裝電子作戰裝備後，成為以電戰為主的水面艦，來強化海軍電子戰領域的作戰能力。不過隨後錦江級從2021年2月開始陸續除役，轉作電子作戰船艦的構想並未實行。

## 錦江級巡邏艦列表
| 舷號    | 艦名   | 承造船廠               | 起造日期   | 安放龍骨日期 | 下水日期   | 交船日期   | 成軍日期   | 除役日期   | 主砲                | 射控      | 飛彈             | 狀態   | 備註                            |
| 原型艦  | 原型艦 | 原型艦                 | 原型艦     | 原型艦       | 原型艦     | 原型艦     | 原型艦     | 原型艦     | 原型艦              | 原型艦    | 原型艦           | 原型艦 | 原型艦                          |
| ------- | ------ | ---------------------- | ---------- | ------------ | ---------- | ---------- | ---------- | ---------- | ------------------- | --------- | ---------------- | ------ | ------------------------------- |
| PGG-603 | 錦江艦 | 高雄旗津聯合造船廠     |            | 1993.12.01   | 1994.06.27 |            | 1994.12.01 | 2021.02.01 | 波佛斯40mm L/70快砲 |           | 雄風二型反艦飛彈 | 除役   | 原型艦，2022.5.24擔任靶艦被擊沉 |
| 後續艦  |        |                        |            |              |            |            |            |            |                     |           |                  |        |                                 |
| PGG-605 | 淡江艦 | 台灣國際造船公司高雄廠 | 1997.08.31 | 1998.04.21   | 1998.06.18 | 1999.09.07 | 1999.09.23 | 2022.12.30 | Mk 75 76mm快砲      | W160      | 雄風二型反艦飛彈 | 除役   | 2023.08.15擔任靶艦被擊沉        |
| PGG-606 | 新江艦 | 台灣國際造船公司高雄廠 | 1997.08.31 | 1998.06.16   | 1998.08.14 | 1999.09.07 | 1999.09.23 | 2023.05.01 | Mk 75 76mm快砲      | W160      | 雄風二型反艦飛彈 | 除役   | 海軍首艘實施環保奈米漆塗裝軍艦  |
| PGG-607 | 鳳江艦 | 台灣國際造船公司高雄廠 | 1997.12.02 | 1998.08.19   | 1998.10.16 | 1999.10.14 | 1999.10.29 | 2022.11.01 | Mk 75 76mm快砲      | W160      | 雄風二型反艦飛彈 | 除役   | 2023.08.15擔任靶艦被擊沉        |
| PGG-608 | 曾江艦 | 台灣國際造船公司高雄廠 | 1997.12.02 | 1998.11.11   | 1998.12.15 | 1999.10.14 | 1999.10.29 | 2023.07.01 | Mk 75 76mm快砲      | W160      | 雄風二型反艦飛彈 | 除役   |                                 |
| PGG-609 | 高江艦 | 台灣國際造船公司高雄廠 | 1998.05.04 | 1998.12.15   | 1999.03.25 | 1999.11.17 | 1999.12.30 |            | Mk 75 76mm快砲      | CS/SPG-6N | 雄風三型反艦飛彈 | 服役中 |                                 |
| PGG-610 | 金江艦 | 台灣國際造船公司高雄廠 | 1998.10.01 | 1999.03.16   | 1999.05.13 | 2000.01.05 | 2000.02.15 |            | Mk 75 76mm快砲      | CS/SPG-6N | 雄風三型反艦飛彈 | 服役中 | 發生誤射雄風三型飛彈事件        |
| PGG-611 | 湘江艦 | 台灣國際造船公司高雄廠 | 1998.05.04 | 1999.05.28   | 1999.07.16 | 2000.01.05 | 2000.02.15 |            | Mk 75 76mm快砲      | CS/SPG-6N | 雄風三型反艦飛彈 | 服役中 | 匿蹤砲塔外罩測試艦              |
| PGG-612 | 資江艦 | 台灣國際造船公司高雄廠 |            | 1999.06.29   | 1999.09.23 | 2000.02.18 | 2000.03.10 | 2023.10.16 | Mk 75 76mm快砲      | CS/SPG-6N | 雄風三型反艦飛彈 | 除役   |                                 |
| PGG-614 | 鄱江艦 | 台灣國際造船公司高雄廠 | 1999.03.01 | 1999.08.30   | 1999.12.22 | 2000.06.29 | 2000.07.21 |            | Mk 75 76mm快砲      | CS/SPG-6N | 雄風三型反艦飛彈 | 服役中 | 衛江電戰系統測試艦              |
| PGG-615 | 昌江艦 | 台灣國際造船公司高雄廠 | 1999.03.01 | 1999.11.02   | 2000.01.21 | 2000.06.29 | 2000.07.21 |            | Mk 75 76mm快砲      | CS/SPG-6N | 雄風三型反艦飛彈 | 服役中 |                                 |
| PGG-617 | 珠江艦 | 台灣國際造船公司高雄廠 |            | 2000.01.15   | 2000.02.25 | 2000.06.29 | 2000.07.21 |            | Mk 75 76mm快砲      | CS/SPG-6N | 雄風三型反艦飛彈 | 服役中 |                                 |

## 金江艦誤射事件
2016年7月1日，中華民國海軍錦江級金江號巡邏軍艦（PGG-610）進行雄三飛彈系統檢查測試時，發生一枚雄風三式飛彈誤射事件，國防部在當天舉行的記者會上證實飛彈貫穿高雄籍翔利昇漁船船身，但造成船長黃文忠不幸死亡、此外三名船員受傷。
該枚飛彈從左營港內射出，飛至40海浬外、澎湖群島東南方海域的預設目標點墜落。飛彈在高速貫穿漁船後，繼續飛行約1.9浬後墜海，過程約兩分多鐘。事發後，國軍隨即派出S-70C直升機、錦江級巡邏艦、諾克斯級巡防艦、飛彈快艇等6艘艦艇在附近海域搜索。海軍司令部參謀長梅家樹說，初步判斷意外發生原因應是「人員操作未依據正常程序」。

## 環保奈米漆塗裝
因應世界環保趨勢，並強化船體安全維護，海軍經評估後執行艦船奈米漆塗裝政策。海軍一三一艦隊新江艦成為首艘完成奈米塗裝的錦江級巡邏艦。相較過去一般艦船使用的油漆，這次使用的奈米漆更加環保，也可防止海洋微生物附著。

## 圖集

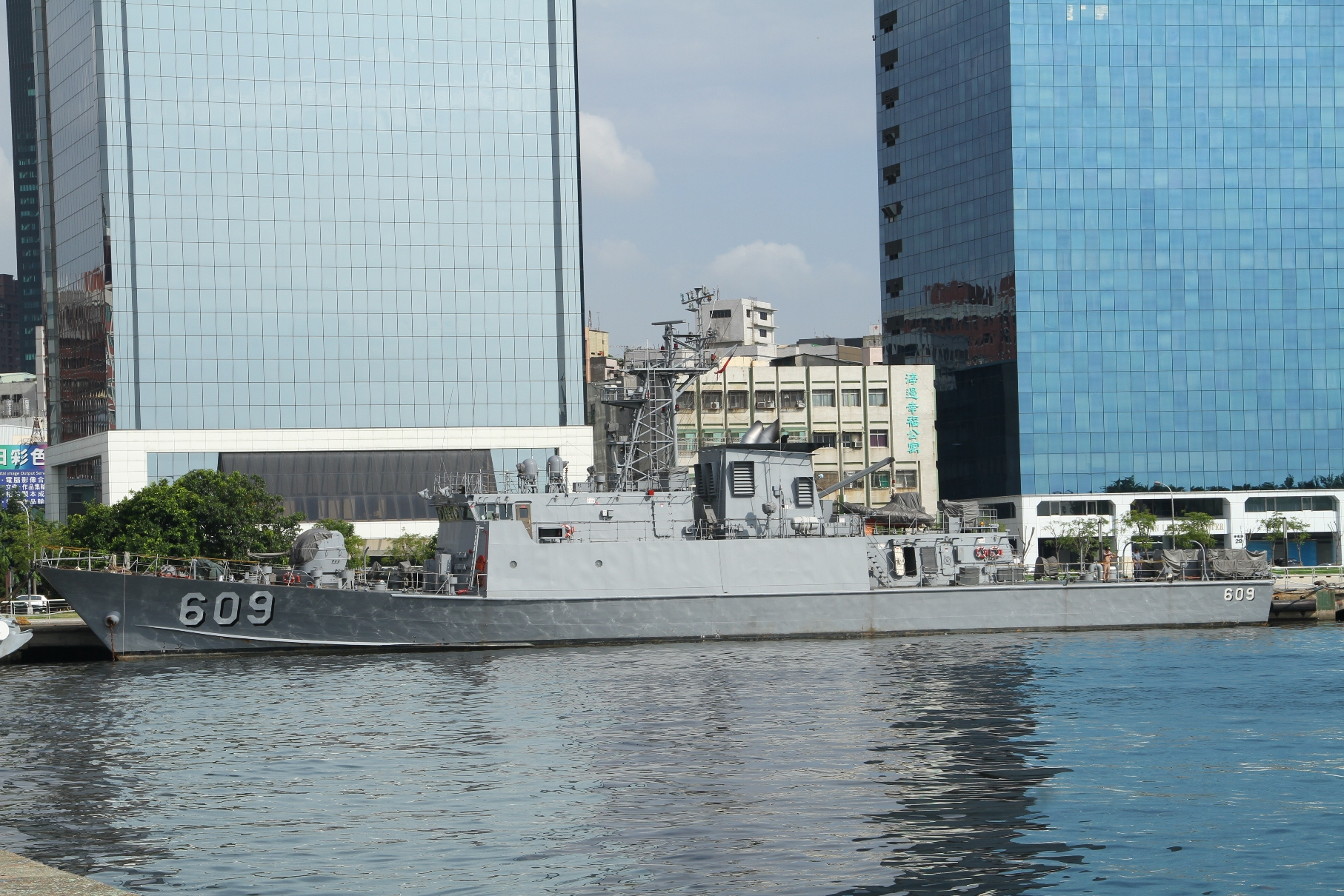
性能升級前的高江號巡邏艦（PGG-609）
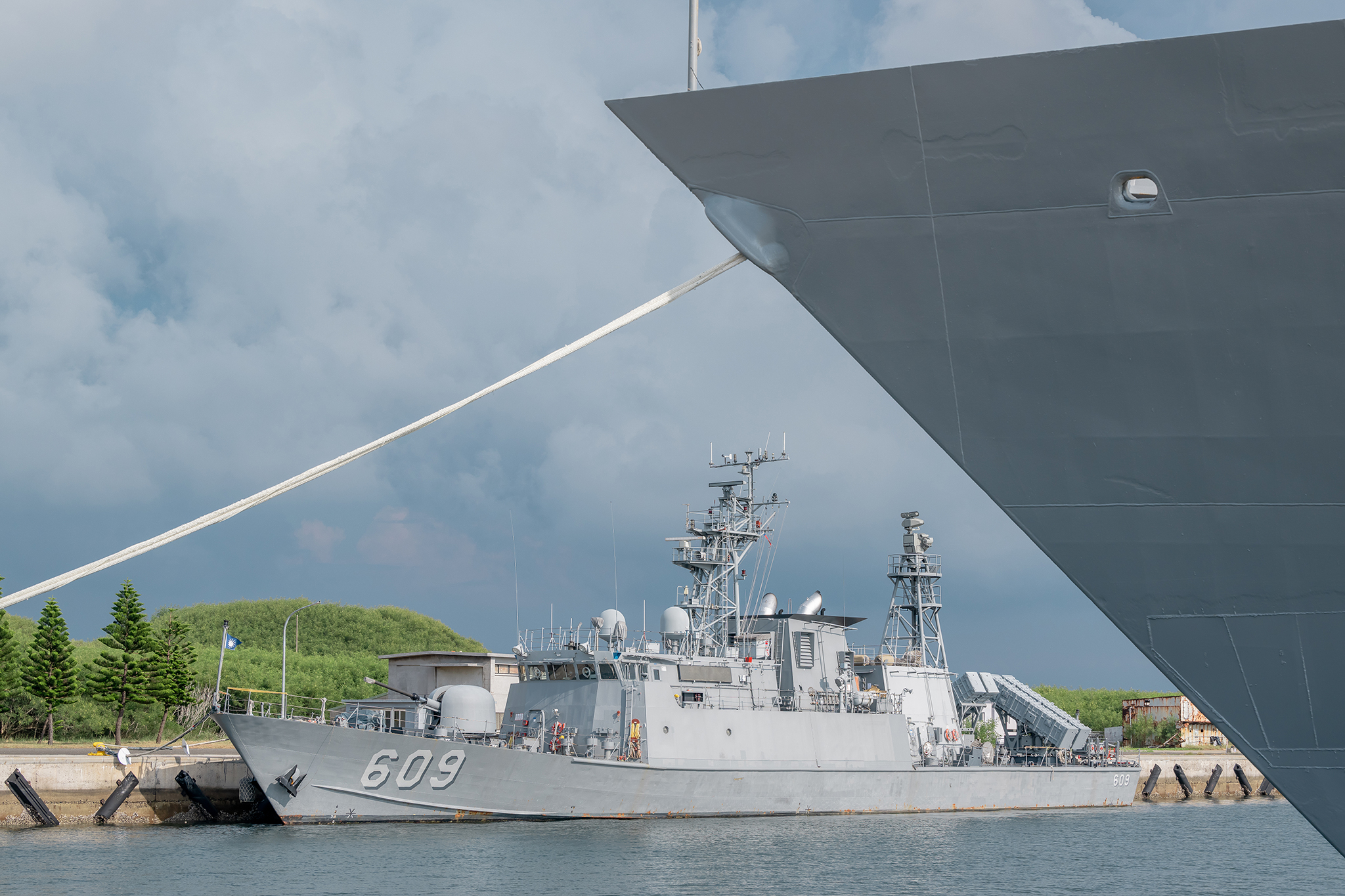
性能升級後的高江號巡邏艦（PGG-609）
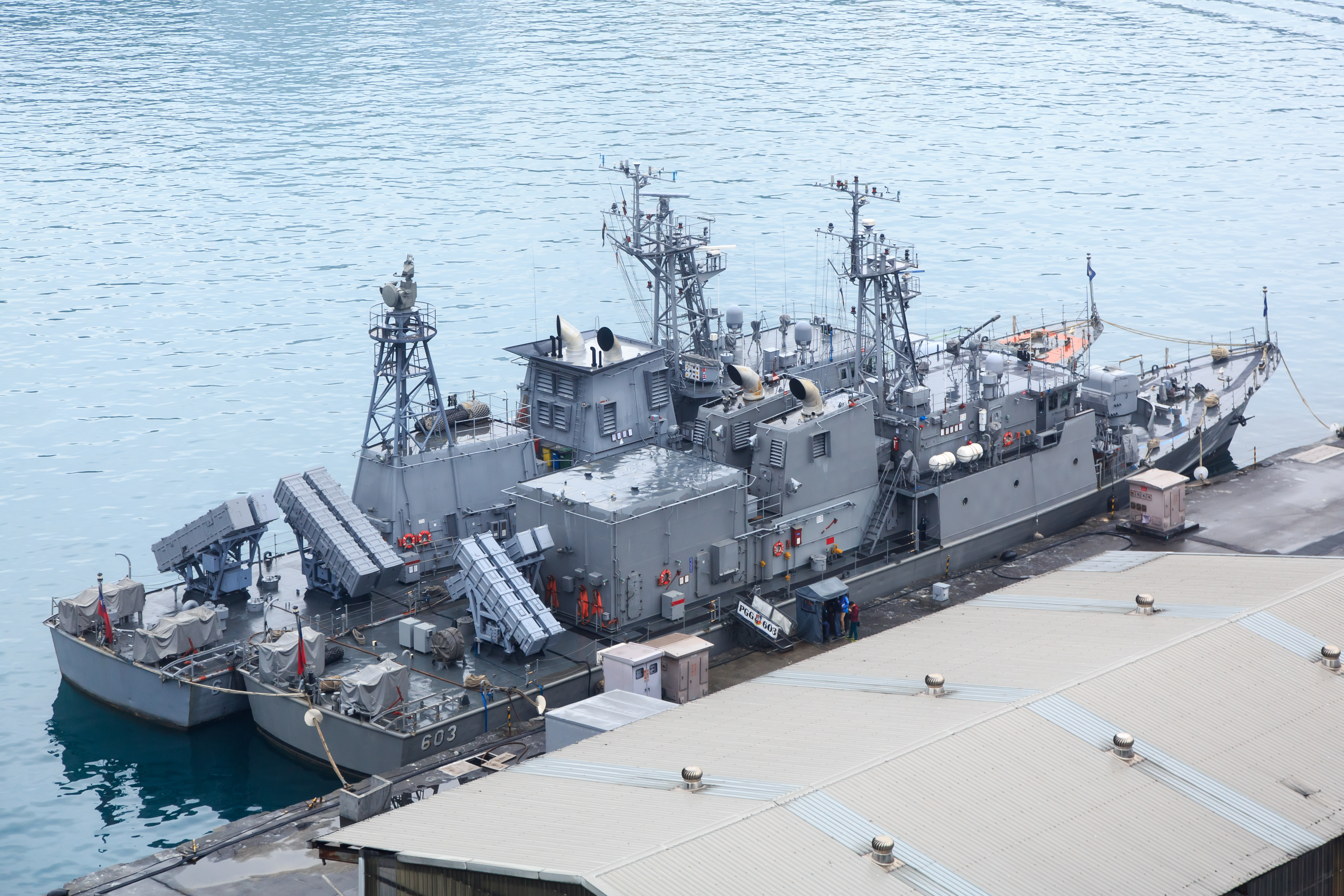
（左）經雄風三型性能升級錦江級巡邏艦，（右）性能升級後的錦江號巡邏艦（PGG-603）
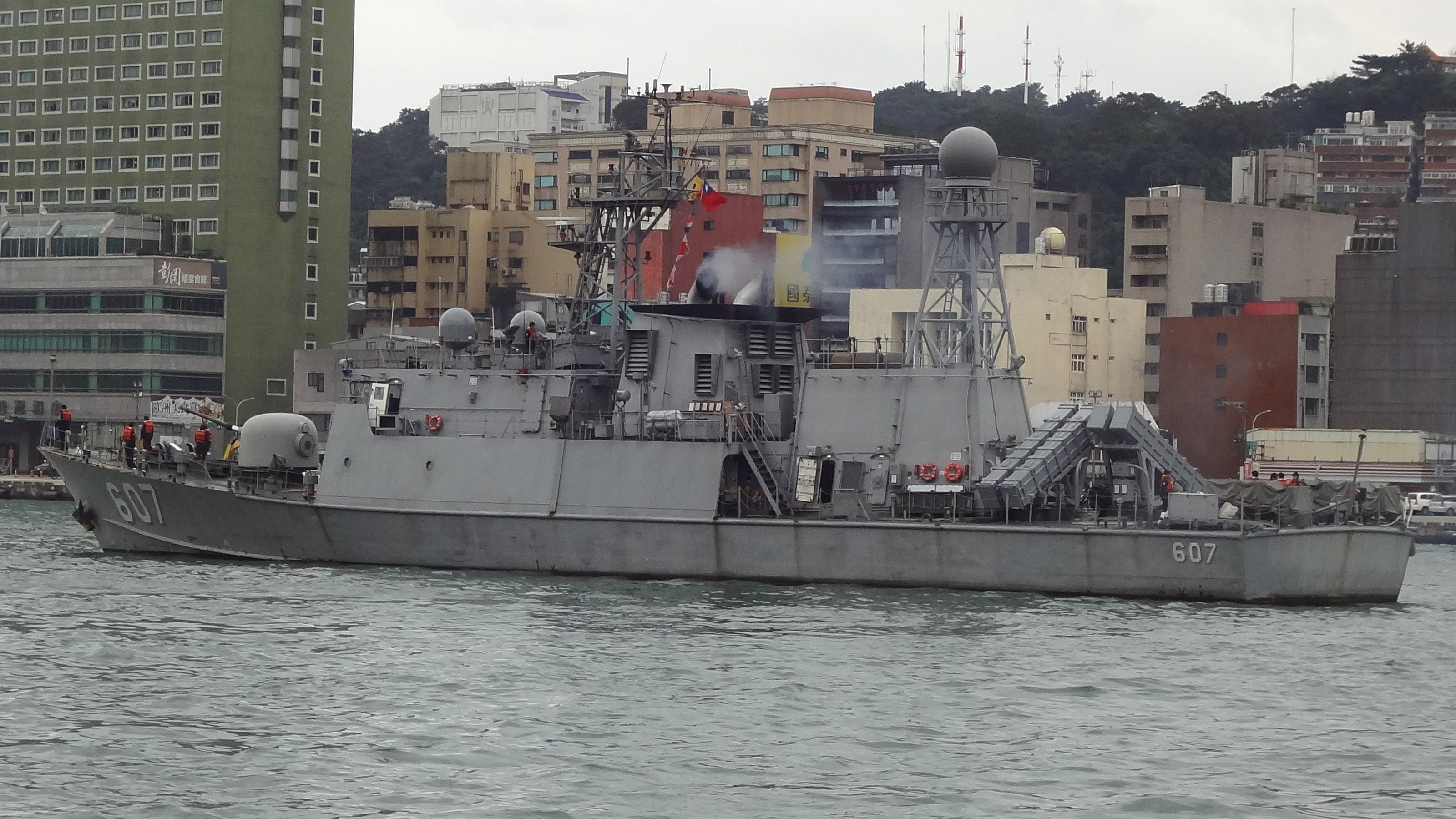
鳳江號巡邏艦（PGG-607）於基隆港移泊
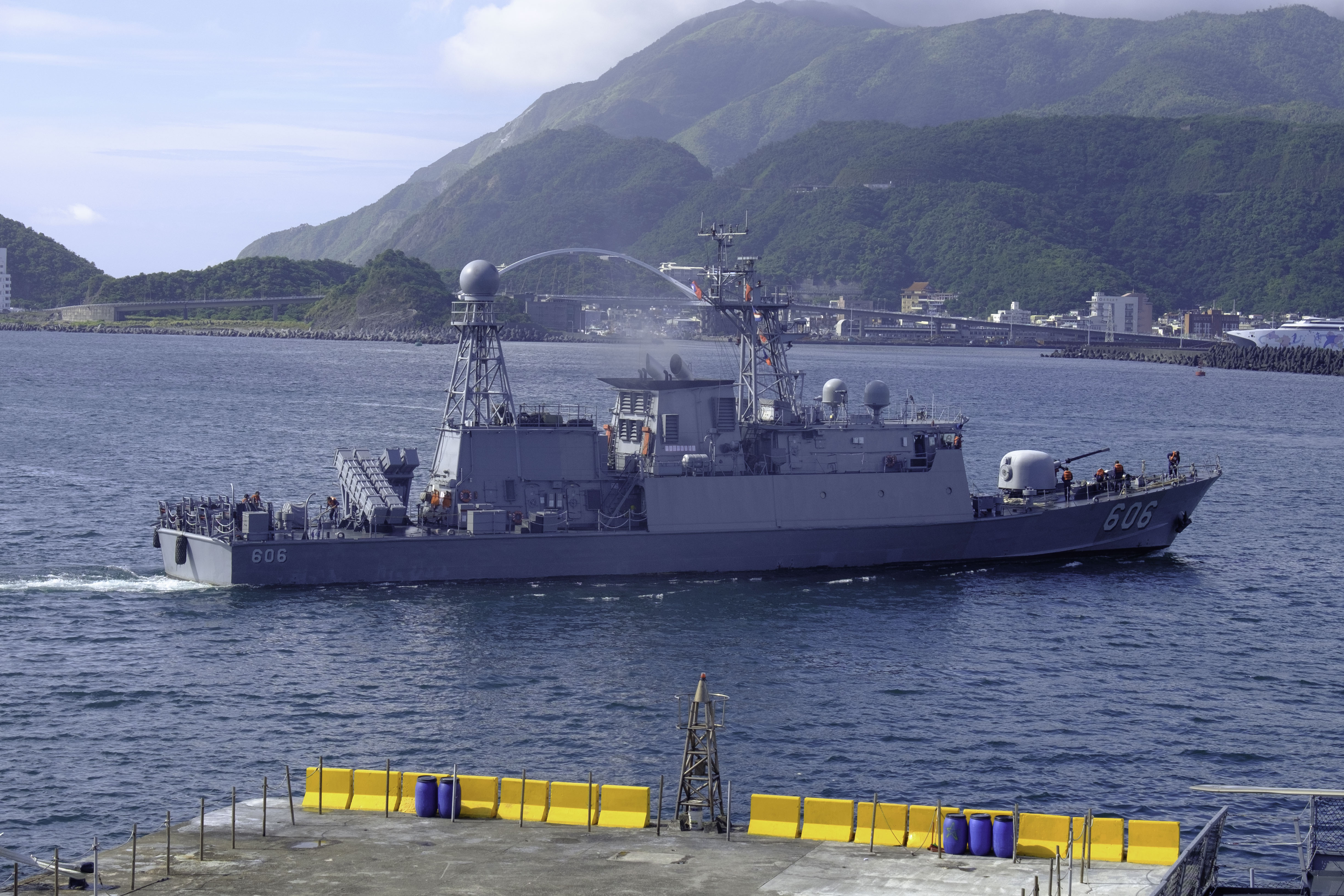
新江軍艦（PGG-606）的右側
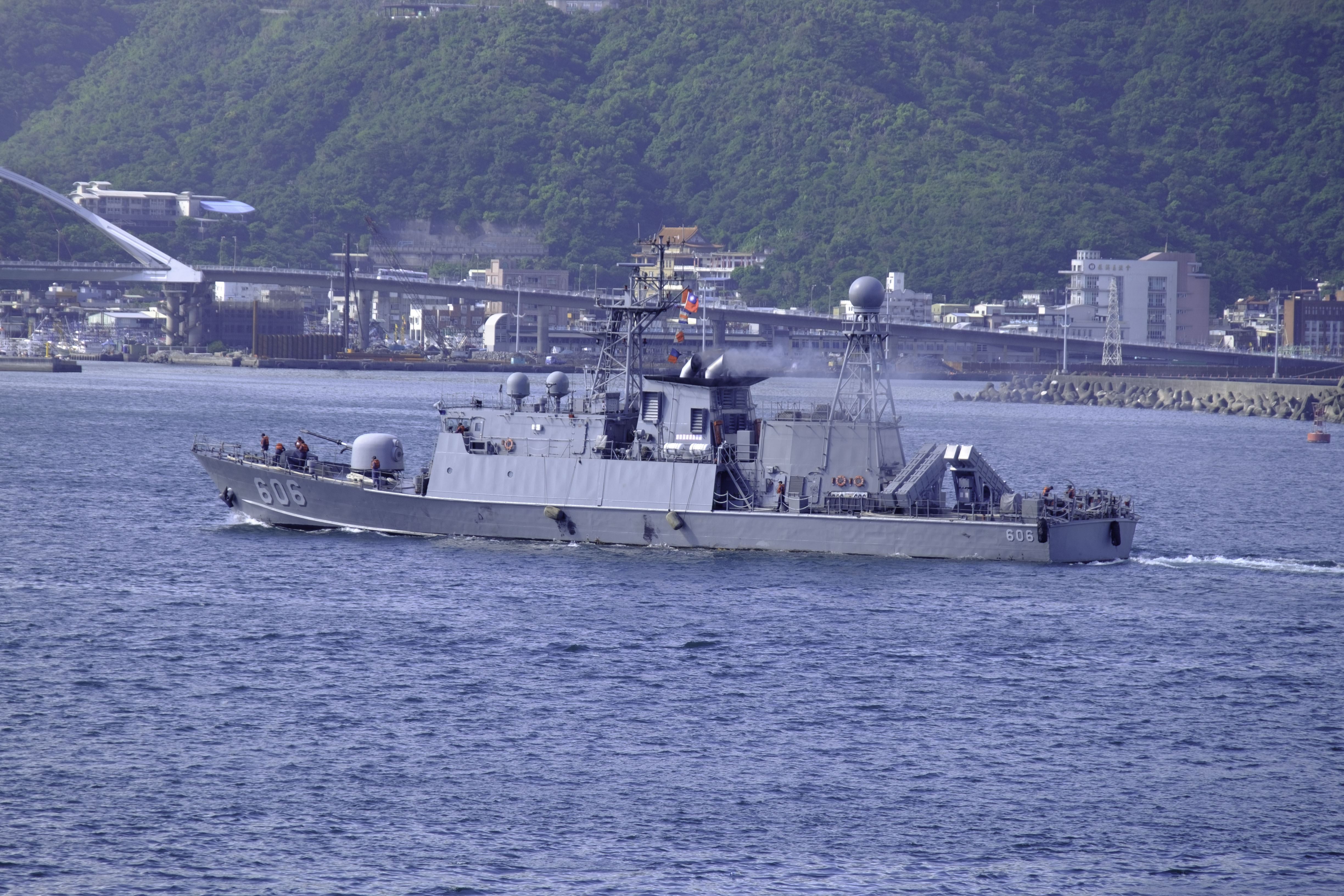
新江軍艦（PGG-606）的左側